# Pikmin
Pikmin är ett strategispel producerat av Nintendo som släpptes till Nintendo Gamecube 2001 (15 juni 2002 i Europa). Spelaren ikläder sig rollen som kapten Olimar, vars rymdskepp får problem under en rymdfärd. Rymdskeppet kraschlandar på en okänd planet och Olimar tvingas att utforska planeten och bekanta sig med varelserna på planeten, för att med deras hjälp samla ihop delarna till det trasiga rymdskeppet. När alla delarna till rymdskeppet är ihopsamlade och återställda kan Olimar lämna planeten och resa hem. Spelet har fått en uppföljare vid namn Pikmin 2.

## New Play Control!
Denna version av spelet finns även släppt i en uppdaterad version speciellt anpassad för att spelas på Wii. Den nya versionen ingår i en serie spel kallad New Play Control!.